# Adam Stegerwald
Adam Stegerwald (Greußenheim, 14 dicembre 1874 – 3 dicembre 1945) è stato un politico tedesco, Ministro presidente della Repubblica di Weimar dall'aprile 1921 al novembre 1921 e ministro degli esteri dal 9 ottobre 1931 al 30 maggio 1932, Ministro dei Trasporti dall'aprile 1929 al marzo 1930 e Ministro dell'occupazione dal marzo 1930 al maggio 1932.

## Vita e carriera politica
Figlio di un fattore, studiò dal 1881 al 1888 presso le scuole primarie di Greußenheim, si trasferì a Würzburg per fare apprendistato presso un carpentiere. Nel 1893 entrò nella Gesellenverein (società cattolica di operai specializzati) di Günzburg (Svevia). Nel 1896 si iscrisse nel partito politico del Zentrum di Monaco di Baviera dove si impegnò per la creazione di un movimento sindacale di ispirazione cristiana. Nel 1899 divenne il primo Presidente onorario dell'Associazione Cristiana dei Carpentieri, carica che ricoprì fino al 1903.

Dal 1900 al 1902 seguì, in qualità di auditore privato, le lezioni dell'economista Lujo Brentano presso l'Università Ludwig Maximilian di Monaco. Dal 1917 al 1918 entrò nella Camera dei Lord Prussiana. Il 15 novembre 1918, in qualità di rappresentante dei sindacati cristiani firmò l'Arbeitsgemeinschaftsabkommen.